# ウルトラマンメビウス&ウルトラ兄弟
『ウルトラマンメビウス&ウルトラ兄弟』（ウルトラマンメビウス アンド ウルトラきょうだい）は、2006年9月16日に全国松竹系映画館にて公開された円谷プロダクション製作の特撮映画。テレビ番組『ウルトラマンメビウス』の劇場版。
キャッチコピーは「宇宙最大の敵 復活! 迎え撃て、永遠のヒーローたち!」、「帰ってきたウルトラ兄弟!! 僕らのメビウスが映画になった!!」。

## 概要
テレビシリーズ同様、ウルトラマンシリーズ誕生40周年記念作品として製作された。ウルトラシリーズの映画としては『ULTRAMAN』以来、1年9か月ぶりとなる。テレビシリーズとも連動し、同作第24話以降は本作品以降の話となっている。また、ゲーム『ウルトラマン Fighting Evolution 0』ともストーリーが連動している。
40周年を記念し、初代ウルトラマン、ウルトラセブン、ウルトラマンジャック、ウルトラマンエース、ウルトラマンタロウ、ゾフィーのウルトラ6兄弟が登場。ウルトラマン、セブン、ジャック、エースの4人はそれぞれの人間体も登場し、それをオリジナルキャストの黒部進、森次晃嗣、団時朗、高峰圭二が演じている。
敵キャラクターも『ウルトラマン』から『タロウ』の5作品から、因縁の深いザラブ星人、ガッツ星人、ナックル星人、ヤプール、テンペラー星人が登場。ヤプールは、本作品の公開と同じ2006年9月16日に放映されたテレビシリーズ第24話「復活のヤプール」にも登場している。
本作品の製作に当たり、昭和ウルトラマンシリーズで明確な説明がなかったセブンやタロウの後日談を本作品に矛盾が生じないよう、円谷プロが公式に設定した。
公開時は本編開始前に映画限定のメビナビが流れたが、後に発売されたDVDには収録されていない。
公開後、テレビシリーズでジングウジ・アヤとウルトラ兄弟が再登場するが、メビウスインフィニティーは本作品限定の形態であり、テレビシリーズには登場しない。
次作『大決戦!超ウルトラ8兄弟』では、パラレルワールドに住むマドカ・ダイゴが夢の中で本作品の戦闘の最中に紛れ込んでおり、ウルトラ4兄弟の変身からメビウスたちの勝利までの様子を見守っていたとされている。

### 企画経緯
元々はテレビシリーズが制作される以前、ウルトラ兄弟を復活させる企画で進められ、「地球人として生活するウルトラ兄弟の子供たちがその力と使命を受け継いでいく」という内容だったが、『メビウス』と連動した内容に変更された。
初期の企画段階では敵は怪獣軍団という案もあったが、『メビウス』の前番組『ウルトラマンマックス』で昭和ウルトラの怪獣が多数登場したため、宇宙人連合に変更された。この時期には、酉澤安施によるベムスターのデザインが起こされている。ボスには、『ウルトラマンゼアス』に登場したベンゼン星人が考えられていた。
全体的なイメージとしては、『タロウ』第33話・第34話が意識されている。当初、ウルトラマンタロウ＝東光太郎も「水族館で学芸員として勤務する」という設定で登場予定だったが、オリジナルキャストである篠田三郎が出演しなかったために実現されず、その代わりに「タロウは光の国で教官として活躍中でメビウスも教え子の1人」という設定が作られ、これがテレビシリーズにも導入された。
神戸市全面協力のもと、阪神・淡路大震災復興10周年として神戸を舞台に撮影される予定だった『ULTRAMAN2 requiem』が制作中止となったため、そのお詫びという意味も含めて本作品では神戸を舞台にしている。撮影が行われた主な場所は、神戸空港、六甲山牧場、神戸ポートピアランド（2006年3月31日閉園）、神戸市立須磨海浜水族園、ポートアイランド住友倉庫など。

### 制作関連
- 前述のように公開日がテレビシリーズ第24話と同日だが、撮影はテレビシリーズよりも先で、五十嵐隼士にとっては本作品がヒビノ・ミライ役としての初演技だった[7]。他のGUYSクルーの登場シーンは、テレビシリーズ第2話の撮影終了後に撮影された[8]。
- 本編は2005年11月24日にクランクインし、2006年1月19日にクランクアップした。
- 原点回帰を意識し、初代ウルトラマンのスーツは多く使用されているCタイプ（ゾフィーやジャックに近い造型）ではなく、Aタイプ（『ウルトラマン』放送初期の造型）をイメージしたものになった[8]。後のテレビシリーズ客演時ではCタイプとなったが、『超ウルトラ8兄弟』では本作品と同じスーツが使用された。
- セブンの変身プロセスにはモロボシ・ダンの姿が挿入されるため、過去の映像では整合性が取れず、セブンだけ新規に撮影すると他の兄弟との違和感が生じることから、4兄弟の変身・巨大化カットはすべて新撮された。小中和哉によると、光学合成用の下絵の一部（ジャックの変身時やタロウのストリウム光線発射時など）は本放映時のものを用いている。後に4兄弟がテレビシリーズに登場した際は当時の巨大化カットがそのまま使用されたが、セブンはプロセスを省略する処置が取られた。
- 戦闘シーンなどにおけるウルトラマンの掛け声（効果音）は、メビウスの五十嵐とセブンの森次を除き、当時の物が使用されているが、エースの声は当時声優を務めた納谷悟朗の音声が使用されず、初代マンの声やそれを加工したものが使用された。テレビシリーズ第44話以降ではライブラリの納谷の声が使用されている。なお、セブンの掛け声は冒頭のUキラーザウルス戦のみ『ウルトラセブン』当時の音声が使用されている。
- 黒部、森次、団、高峰の4人は、スタッフや他のキャストから「ダンディー4」と呼ばれていた。久々に揃っての共演が嬉しかったのか、ロケの2週間は毎晩朝まで4人で飲み明かした翌日でも完璧に演技するため、周囲からは「変身前から既にウルトラマン」と言われた。再び4人が出演した『超ウルトラ8兄弟』の宣伝媒体でも「ダンディー4」の呼称が使用されている。
- 2005年12月7日にウルトラマン40周年パーティーがホテル・舞子ビラで開催され、パーティーには五十嵐とダンディー4、ジングウジ・タカト役の田中碧海、桜井浩子（『ウルトラマン』のフジ・アキコ）、ひし美ゆり子（『セブン』のアンヌ隊員）、池田駿介（『帰ってきたウルトラマン』の南猛）、星光子（『A』の南夕子）、メビウスや6兄弟、本作品に登場していないウルトラ戦士[注釈 3]が参加。ウルトラ戦士に至っては正装だった。パーティーの様子を収めた映像はエンドロール中に挿入され、フルサイズ版がDVDメモリアルボックスに特典映像として収録。

## ストーリー
ウルトラマンメビウスが地球防衛に就く20年前のこと。ウルトラマン、ウルトラセブン、ウルトラマンジャック、ウルトラマンエースのウルトラ4兄弟は、異次元人ヤプールの怨念の集結した究極超獣Uキラーザウルスの地球侵攻を阻止するため、月面で激しい戦いを展開。
苦闘の末に4兄弟はUキラーザウルスを神戸港沖に沈め、自分たちの光エネルギーの大半を使い果たす大技ファイナル・クロスシールドによってヤプールの怨念を封印する。4兄弟は変身能力を失ってしまったが、愛する地球にとどまって地球人の姿で生活を始め、その傍らで封印を監視し続けていた。
そして現在。神戸港における異変を察知し、調査のため現地へ赴いたウルトラマンメビウス＝ヒビノ・ミライは、海洋科学者のジングウジ・アヤとその弟・タカトと出会う。タカトはかつてウルトラマンやGUYSに憧れていたが、3ヶ月前に怪獣に遭遇した際、愛犬を助けられなかったことに対する自責の念から、自らその夢を捨てていた。
タカトが塞ぎ込んだことには自分にも責任があると考え、彼の心を救う決意をするミライ。ミライは、ハヤタたちウルトラ4兄弟から自分たちウルトラマンは神ではないと諭された。
この時、地球侵略とヤプール復活を企てる宇宙人連合の魔の手が彼らに忍び寄っていた。

## 登場人物
※テレビシリーズにもレギュラーで登場する人物についてはウルトラマンメビウス#主な登場人物を参照。
ジングウジ・アヤ
わずか14歳でGUYSのライセンスを取得した天才海洋学者。年齢22歳。姓の漢字表記は「神宮寺」。塞ぎ込んでいるタカトを心配していた。
『ウルトラマンメビウス』
テレビシリーズ第43・44話に登場。タケナカ最高総議長の孫娘であることが判明し、タケナカ同様にサコミズを「サコっち」と呼ぶ。
本作品の一件からミライの正体に気付き、それを確かめるためにフェニックスネストを訪れる。ヤプールの罠に落ちた時も冷静かつ毅然とした態度を取り、同じく異次元に拉致されていた悪徳ジャーナリストのヒルカワからの手酷い仕打ちを受けて心が折れかけたミライを励まし、人間への失望感に苛まれていた彼を再起させた。
ジングウジ・タカト
アヤの年の離れた幼い弟。年齢7歳。GUYSやウルトラマンに憧れていたが、3ヶ月前にケルビムと遭遇した際にすくみあがって愛犬アルトを助けられなかったことにショックを受け、自責の念からかつての明るさを失って塞ぎ込んでいる。
広川
水族園の学芸員。忙しいアヤの代わりにタカトの面倒を見ている。
- エンドロールやその他広報資料では「広川さん」と表記されているが、劇中の小道具である神戸海洋環境センターの職員カードには「広川 正義」と表記されている。
- 企画初期は前述の東光太郎（ウルトラマンタロウ）が務める予定だった。

神戸新交通助役コウダ & 神戸市長松永 & 市長秘書ミドリカワ
ポートライナー空港線の試運転の最中、ニセメビウスに叩き潰されそうになる神戸市と神戸新交通の職員。
3人とも、平成ウルトラシリーズ『ウルトラマンダイナ』や『ウルトラマンネクサス』のレギュラーキャラを捩った名前で、役者も本人が出演しており、市長の携帯の着メロは『ウルトラマンネクサス』のナイトレイダーのテーマ曲である。

## 登場ウルトラマン
詳しくはリンク先を参照
- ウルトラマンメビウス / ヒビノ・ミライ
  - メビウスインフィニティー
- ウルトラマン / ハヤタ[注釈 4]
- ウルトラセブン / モロボシ・ダン
- ウルトラマンジャック / 郷 秀樹
- ウルトラマンエース / 北斗 星司
- ウルトラマンタロウ
- ゾフィー

### メビウスインフィニティー
メビウスとウルトラ6兄弟が融合して超進化し、スーパーウルトラマンとなったスタイルで、全身の模様が6兄弟の各ウルトラマンのものを取り入れており、メビウスブレスの彩色や形も変わっており、大容量のエネルギーを蓄積している。頭部や後頭部に黒いラインが存在し、これ以外の形態では胸部に埋め込まれているカラータイマーが、銀色の装飾に彩られ浮き上がり、真ん中の分割線がより深くなっているのも特徴。また、通常のメビウスとは逆に赤を基調としたカラーパターンが全身に現れている。
映像作品では劇場版のみの登場だが、雑誌展開などの外伝作品では最後の切り札としてこの形態を見せることもある。
- デザインはメビウスの基本形態とほぼ同時進行で行われたが[11]、完成が難航していたため、基本形態はそれより早く完成している[14][15]。初期検討稿では角が生えたものも存在した[11]。デザインには「ウルトラマンネクサス」の次の新企画のウルトラマンにて、不採用となったデザイン「NEWMAN初稿B-01（巨大化）」が流用されており[16]、メビウスよりに修正してガンメタや暗めの銀のタイル状のパーツを貼り付けて黒いラインにしており、そのラインを一部変更したものが決定稿となった[15]。当時の書籍などには「複雑なラインによって7体合体を表現している」と記述されているが、前述の流用したデザインであるため、そのような意識はないという[15]。デザイン画では、カラータイマー両脇から左右に出ている短い銀のラインがあるが、造形時にはなくなっている[15]。原型は完全新規造形である[15]。
- 2012年の映画『ウルトラマンサーガ』の初期プロットではウルトラマンサーガやウルトラマンレジェンドとともに、クライマックスに登場する予定だった[17]。

必殺技
コスモミラクルアタック
全身を膨大なエネルギーで包み、空中から敵目掛けて突進することで敵の中枢を貫通・破壊する。Uキラーザウルス・ネオを撃破した。
その他の技
セービングサークル
出現させた青い球体に対象物を包み込んで、衝撃から保護する。Uキラーザウルス・ネオを倒した際、人質にされていたアヤを救出するために使用した球状のバリア。
インフィニットエッジ
メビュームスラッシュの強化版。メビウスインフィニティーへの変身とともに変化し、大容量のエネルギーが蓄積されたメビウスブレスから放つ光の刃。

## 登場怪獣・宇宙人

### ヤプール関連
異次元人 ヤプール

究極超獣 Uキラーザウルス
20年前に異次元人ヤプールが作り出した究極の超獣で、ヤプールの怨念の集合体。ウルトラ兄弟との戦いで瀕死となったヤプールが彼らに対抗するため生み出した。目の部分にはヤプールの魂が宿っており、一心同体に近い形となる。
武器は4本の巨大な触手や、背中から肩にかけて生えたトゲミサイル「ザウルス・スティンガー」、肩から胸にかけての発光体から放つ白熱光「テリブルフラッシャー」。背中の生体バーニアで高速飛行もできる。
月面でウルトラ4兄弟と対決して苦戦させ、戦いの末に4兄弟の必殺光線を受けて神戸沖に落下するが、それでもなお強力なマイナスエネルギーを発していたため、4兄弟のファイナル・クロスシールドで封印された。
- デザインは、酉澤安施・奥山潔・友杉達也の3人でコンペが行われ、最終的に酉澤がそれぞれのアイデアをまとめた決定稿を描いた。デザインモチーフは『ウルトラマンA』に登場したエースキラーで、頭部や体色などを意識している。デザイン画にも「エースキラー ゴリラタイプ」と書かれている。当初はオリジナルの超獣としてデザインされていたが、スタッフの要望によりエースキラーの要素が加えられた。プロデューサーの鈴木清の要望により多人数で戦うウルトラマンがいじめっ子に見えないよう大きく見せることを意図しており、一人用のスーツだが肩を大きくすることで上半身にボリュームを持たせている。名前の「U」とはウルトラ（ULTRA）の意であり、ウルトラ兄弟抹殺の意味が込められている。
- データカードダス「大怪獣バトルRR」6-050スーパーレア「Uキラーザウルス」のカードには、「他の超獣の戦力も増幅される」との文献がある。
- 雑誌企画『ウルティメイトフォースゼロ アナザースペースアドベンチャー』てれびくん版には、同系統の超獣であるゼロキラーザウルスが登場している。

究極巨大超獣 Uキラーザウルス・ネオ
宇宙人連合の手でマイナスに変換されたウルトラ4兄弟の光エネルギーにより、ファイナル・クロスシールドが破られたことで、Uキラーザウルスが強化復活した姿。封印されていた20年の間に怨念を蓄えてパワーアップしており、二足歩行だった下半身は巨大化して6本足の昆虫のようなものとなっている。
復活前は4本だった触手は6本に増え（設定では、この触手の一本一本が通常の超獣を凌駕する力を持つ）、その爪先から放つ赤い電撃ビーム「フィーラーショック」、目からの破壊ビーム「キラーアイレイ」、全身の突起「キラー・ウォーヘッド」から発する生体ミサイル、下方向から敵を狙い撃つ光線「ダイナマイト・イレイサー」、腹部から放ち獲物を数km先まで消滅させる破壊光線「ザウルス・フルバースト」など全身が武器となっている。
復活直後はウルトラ4兄弟とメビウスを苦しめるが、タロウとゾフィーの出現により形勢が逆転し、ウルトラ兄弟の必殺技で触手を斬り飛ばされる。しかし、捕らえて額の捕獲器官キラーフォリドに宿したアヤを人質とすることで、再度メビウスたちを追い詰め、「ザウルス・フルバースト」でメビウスたちを吹き飛ばそうとするが、メビウスにウルトラ6兄弟が合体したメビウスインフィニティーに回避されてしまう。その後はメビウスインフィニティ―に対して大量の生体ミサイルで攻撃を仕掛けるも全て回避され、最期はメビウスインフィニティ―のコスモミラクルアタックを受け、灰化して崩れ去る。同時に一心同体となっていたヤプールも消滅し、アヤも救出された。
- デザインは酉澤安施による上部と友杉達也による下部を合わせて友杉が決定稿を描いた。全体的に魚介類のイメージが取り入れられている。検討稿ではスーツアクターが二人羽織で入るケンタウロス型のものや、背中から増加部分が伸びるものなどもあったが、Uキラーザウルスのスーツがそのまま使えるよう下方に伸びる形となった。
- 『大決戦!超ウルトラ8兄弟』では本作品の映像の流用で、ダイゴの夢に登場している。

プラズマキラーザウルス
『大怪獣ラッシュ ウルトラフロンティア』に登場する超巨大プラズマ怪獣。通常のプラズマ怪獣とは比較にならないほど大量のプラズマソウルを有し、全身の大部分がプラズマソウルと化している。
初登場は劇場版「VEROKRON hunting」で、終盤にて爆発した惑星の中から目覚め、プラズマギャラクシー中にプラズマソウルを大量にばらまきながら飛び去った。その後、テレビ版「PLASMA KILLAR ZAURUS hunting」ではラッシュハンターズがハンターステーションへの転送失敗により転送された浮遊惑星にて姿を現し、ラッシュハンターズに襲いかかる。自身に触れた武器を吸収する能力を持ち、圧倒的な実力でラッシュハンターズの武器を次々と破壊し追い詰めるが、その額にはかつてプラズマキラーザウルスと戦った何者かが使っていた伝説の七星剣のひとつ・妖刀ナナマスが封じられており、それを取り出し手にしたマグナのボルカニックスラッシュによって腹のプラズマソウルを破壊され、宇宙へと逃走した。
アーケード版でもウルトラ大集結!後編にてボス怪獣として登場。

### 宇宙人連合
幾度となくウルトラ兄弟を苦しめた宇宙人たちの同族による集団。地球侵略とUキラーザウルスの復活を目的とする。
- 極悪宇宙人 テンペラー星人
- 凶悪宇宙人 ザラブ星人
  - ニセウルトラマンメビウス
- 分身宇宙人 ガッツ星人
- 暗殺宇宙人 ナックル星人

### その他
宇宙凶険怪獣 ケルビム
回想シーンに登場。『メビウス』テレビ本編第20話に登場したケルビムと同一の個体。メビウスと戦う直前にタカトを襲い、愛犬アルトに怪我を負わせた。以来、タカトのトラウマの原因になっている。

- 『メビウス』本編とは鳴き声が異なっている。
- 台本では「タカトのトラウマ怪獣」と表記されている。

## キャスト
- ヒビノ・ミライ - 五十嵐隼士
- ハヤタ[注釈 4] - 黒部進
- モロボシ・ダン - 森次晃嗣
- 郷 秀樹 - 団時朗
- 北斗 星司 - 高峰圭二
- ジングウジ・アヤ - いとうあいこ
- ジングウジ・タカト - 田中碧海
- アイハラ・リュウ - 仁科克基
- イカルガ・ジョージ - 渡辺大輔
- カザマ・マリナ - 斉川あい
- アマガイ・コノミ - 平田弥里
- クゼ・テッペイ - 内野謙太
- サコミズ・シンゴ - 田中実
- 市民 - アメリカザリガニ（柳原哲也・平井善之）
- 友情出演[注釈 8]
  - 桜井浩子
  - ひし美ゆり子
  - 星光子
  - 池田駿介
- 神戸市長・松永 - 堀内正美
- コウダ助役 - 布川敏和
- 市長秘書・ミドリカワ - 山田まりや
- 海洋学芸員・広川さん - 風見しんご
- 応援する市民 - 氷川きよし（特別出演）
- 群衆・作業員（2役） - 小中和哉[注釈 9]
- 現場監督 - 鈴木清[注釈 9]

### 声の出演
- ゾフィー - 田中秀幸
- ウルトラマンタロウ - 石丸博也
- ザラブ星人 - 青野武
- ガッツ星人 - ピストン西澤
- ナックル星人 - 中尾隆聖
- テンペラー星人 - 郷里大輔
- ヤプール - 玄田哲章
- 管制官 - 洞内秀、多田あやか
- ガヤ - 関智一[注釈 10][注釈 11]

### スーツアクター
- ウルトラマンメビウス / ウルトラマンメビウスインフィニティー - 長谷川恵司
- ウルトラマン - 相馬絢也
- ウルトラセブン - 渡辺勝彦[29]
- ウルトラマンジャック - 梶本明志
- ウルトラマンA - 矢部敬三
- ウルトラマンタロウ - 小林峻
- ゾフィー - 福田大助
- 怪獣・宇宙人 - 永田朋裕、中村博亮、末永博志、伊藤慎
- ニセウルトラマンメビウス - 萩野英範

## スタッフ
- 監督・特技監督 - 小中和哉
- CGI監督 - 板野一郎
- 監修 - 円谷一夫
- 製作 - 大山茂樹、川城和実、柴崎誠、仲田隆司、秋山創一、庄野久、板橋徹、横田清、原裕二郎、関一郎
- チーフプロデューサー - 鈴木清
- プロデューサー - 久保聡、竹中一博、伍賀一統、山西太平、武藤博昭、寶諸明、丸澤滋、岡崎剛之、小林敬宜
- 脚本 - 長谷川圭一
- 撮影 - 高橋創
- 照明 - 和泉正克
- 美術監督 - 大澤哲三
- 美術デザイナー - 稲付正人
- 装飾 - 山下順弘
- 録音 - 浦田和治
- 音響効果 - 岡瀬晶彦、中村翼、小林直人
- 操演 - 根岸泉
- 助監督 - 日暮大幹
- 殺陣 - 車邦秀
- 編集 - 松木朗
- スクリプター - 山内薫
- キャスティング - 安藤実
- 製作担当 - 松野拓行
- 音楽 - 佐橋俊彦
- 音楽プロデューサー - 玉川静
- 音楽ディレクター・ポートライナー車内放送収録 - 熊田和生
- 「ウルトラマンメビウス&ウルトラ兄弟」製作委員会（円谷プロダクション、バンダイビジュアル、バンダイ、バンプレスト、電通、電通テック、ディーライツ、小学館、中部日本放送、松竹）
- 制作協力 - 神戸市、神戸フィルムオフィス、神戸新交通
- 配給 - 松竹株式会社

## 主題歌
主題歌「未来」
作詞 - MIKURO /作曲 - 和也 / 編曲 - 京田誠一 / 歌 - KIYOSHI
挿入歌「believe〜あきらめないで〜」
作詞 - MIKURO / 作曲 - 藤井宏一 / 編曲 - 亀山耕一郎 / 歌 - KIYOSHI

## 漫画版
たくま朋正版
角川書店の漫画雑誌『特撮エース』に掲載。後に増補加筆版が同じく角川書店より発売された「ウルトラマンメビウス&ウルトラ兄弟 MOVIE GUIDE BOOK」に収録された。
内山まもる版
「ウルトラマンメビウス&ウルトラ兄弟超全集（小学館刊）」に収録。

## 映像ソフト化
2007年1月26日発売。発売・販売元はバンダイビジュアル。
- ウルトラマンメビウス&ウルトラ兄弟 DVD通常版（1枚組）
  - 映像特典
    - 特報
    - 劇場予告編
    - TVスポット集
    - PV
    - デジタルギャラリー

  - 封入特典
    - 作品解説書（8P）
- ウルトラマンメビウス&ウルトラ兄弟 メモリアルボックス（DVD2枚組、初回限定生産）
  - ディスク1：本編DVD
    - 映像特典：通常版と同様
    - 音声特典
      - オーディオコメンタリー（監督・特技監督：小中和哉×脚本：長谷川圭一×CGI監督：板野一郎×ガイド：切通理作）

  - ディスク2：特典DVD
    - メイキング
    - キャストインタビュー
    - ウルトラマン☆トレイン
    - 未公開映像集
    - フルサイズパーティーシーン

  - 封入特典
    - 絵コンテ集（344P）
    - レプリカ台本（126P）
    - 作品解説書（通常版と同様）

  - 特製アウターケース付き

また2023年11月23日、アメリカにてMill Creek Entertainmentより発売された6枚組Blu-ray、Ultraseven 55th Anniversary AnthologyのDisc5に本作のHD映像が収録された。

## テレビ放送
2013年2月20日から3月20日まで、TXN『ウルトラマン列伝』において5回に分割されて放送され、新規映像としてゾフィーが本映画の解説を行っている。

## 関連イベント

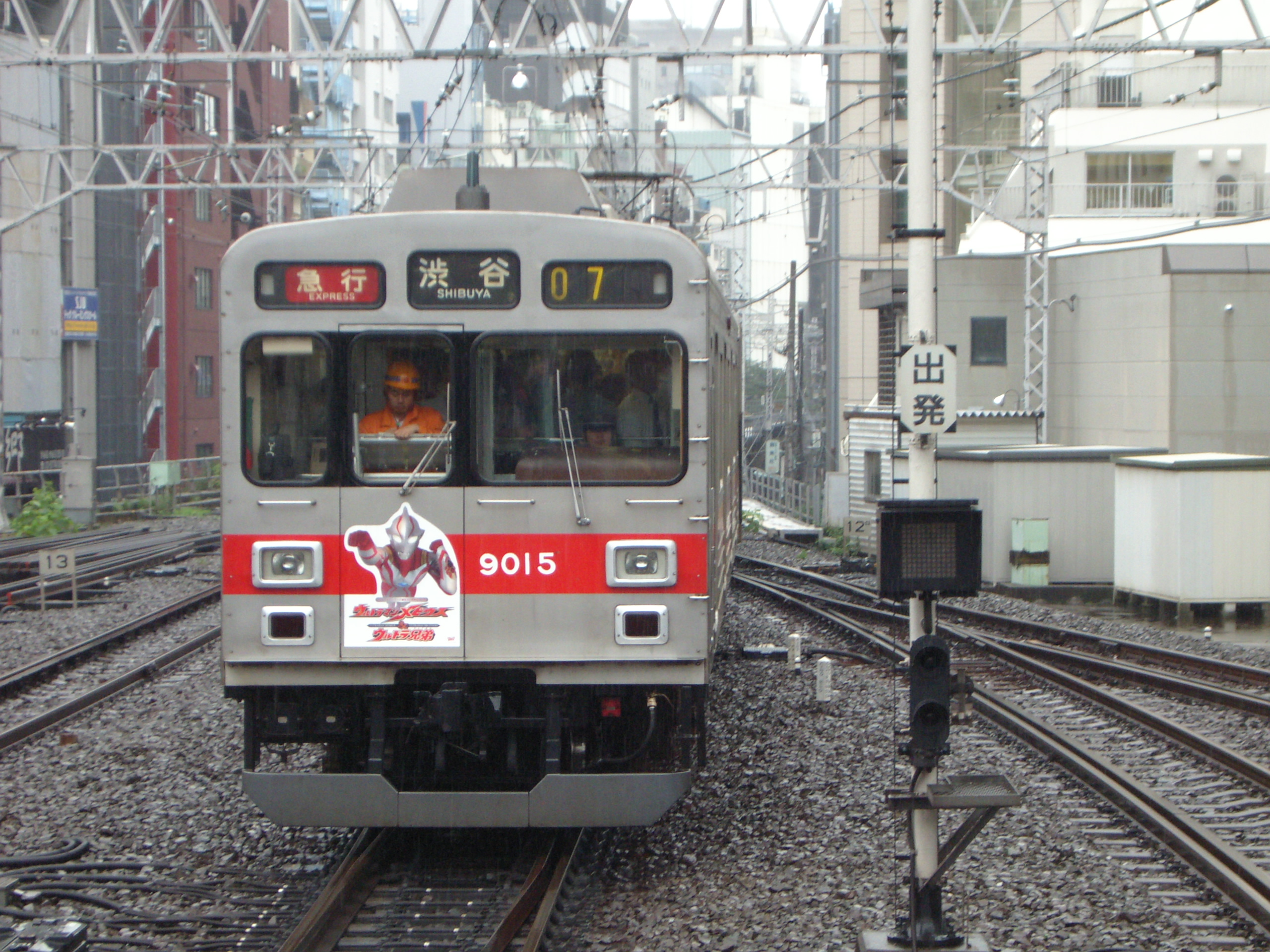
東急9000系ウルトラマントレイン

映画公開のタイアップ企画として、東京急行電鉄では2006年7月15日から8月31日まで「ウルトラマン☆スタンプラリー」が開催された。またこれにあわせて東急9000系が「ウルトラマン☆トレイン」として、東横線・みなとみらい線、渋谷駅-横浜駅-元町・中華街駅間で運行された。2006年7月17日には劇場版メインキャストによるイベントが催され、東横線・渋谷駅での出発式ののち、ウルトラマントレインに乗車して終点までの間に車内での記者会見や撮影会が行われた。